# Aborigènes (Latium)
Pour les articles homonymes, voir Aborigène.

Les Aborigènes (en latin classique : Aborīginēs, -um, masculin pluriel ; en grec ancien : Βορειγόνοι ou Ἀβοριγῖνες) désignent, pour les antiques, un peuple d'Italie pré-romaine.

## Tradition antique
Selon Tite-Live, les Aborigènes auraient accueilli Énée et ses compagnons rescapés de la guerre de Troie. Tite-Live donne deux versions possibles : les Troyens auraient vaincu les Aborigènes, ou bien ils auraient combattu ensemble un ennemi commun, les Rutules, et après la mort du roi des Aborigènes, Énée devint leur chef commun et donna aux deux peuples le nom de Latins.
Selon Denys d'Halicarnasse, les Aborigènes auraient initialement vécu sur les montagnes, dans des villages non fortifiés et dispersés. Puis, aidés des Pélasges et d'autres Grecs, ils auraient chassé les Sikèles, se seraient emparés de nombreuses villes et auraient subjugué tout le territoire compris entre le Tibre au nord, les monts Apennins, à l'est, le Liris (aujourd'hui, le Liri et le Garigliano), au sud, et la mer Tyrrhénienne, à l'ouest.
La tradition littéraire latine attribue aux Aborigènes un système monarchique. De leurs rois, trois nous sont connus par Justin, qui cite Trogue Pompée, un quatrième par Virgile. Saturne, qui donne son nom à la Saturnie, son règne est marqué par une égalité des droits entre les Aborigènes et la mise en commun de tous les biens. Son règne est suivi de celui de son fils Picus qui est suivi par celui de son fils Faunus. De l'union de la fille de Faunus et d'Hercule, ou de Faunus lui-même et de la Nymphe Laurente Marcia, naît Latinus. Son règne est contemporain de la prise de Troie par les Grecs. Ce roi associe Énée à son règne et lui donne sa fille Lavinie en mariage. Il est, d'après la tradition littéraire, le dernier roi des Aborigènes, avant que ce peuple soit uni aux immigrés troyens par Énée à la mort de Latinus et de Turnus, roi des Rutules.

## Interprétation
Selon l'historien Pierre Grimal, ce mythe exprimerait que le peuple latin serait issu de la fusion d'éléments autochtones et d'apports étrangers, peut-être une manière d'exprimer la synthèse entre des populations méditerranéennes.

## Sources

### Sources antiques
- Caton l'ancien, Or., 7.
- Cicéron, République, 2, 5.
- Justin, Histoires Philippiques, livre XLIII, 1.
- Salluste, Conjuration de Catilina, 6, 1.
- Tite-Live, Histoire romaine, livre I, 1, 5.
- Virgile, Eneide, VII.

### Autres sources
- Dominique Briquel, « Denys, témoin de traditions disparues : l'identification des Aborigènes aux Ligures », Mélanges de l'École française de Rome. Antiquité, T. 101, no 1, 1989, p. 97-111, lire en ligne sur persee.fr
- Dominique Briquel, « Virgile et les Aborigènes », Revue des études latines, 70, 1992, p. 69-91.
- Dominique Briquel, « Denys d'Halicarnasse et la tradition antiquaire sur les Aborigènes », in Denys d'Halicarnasse, historien des origines de Rome. Actes du colloque organisé à l'université Paul-Valéry (Montpellier III), 20-21 mars 1992, Pallas, 39, 1993, p. 17-39 (en ligne).
- Robert Godel, « Virgile, Nævius et les Aborigènes », Museum Helveticum, T. 35, no 4, 1978, p. 273-282 -  article réédité in Cahiers Ferdinand de Saussure, no 38, 1984, p. 241-250.
- Jean-Claude Richard, « Varron, l’Origo Gentis Romanae et les Aborigènes », Revue de philologie, 57, 1983, p. 24-36.